# Defensa del ídolo
Defensa del ídolo es el único libro del poeta chileno Omar Cáceres. Fue publicado originalmente en 1934, a sus treinta años de edad, por la editorial Norma, ubicada en Santiago de Chile. Debido a las numerosas erratas que contenía la primera edición, su autor decidió quemar la mayoría de los ejemplares, pudiendo conservarse solo algunos libros que permitieron su reedición póstuma en 1996, al cuidado de Pedro Lastra, a través de LOM Ediciones.
El poemario, conformado por quince breves poemas, generó un fuerte impacto entre los escritores de la época. La obra viene además precedida por un prólogo de Vicente Huidobro, el único que el poeta creacionista escribió en su vida. Actualmente, Defensa del ídolo es considerado uno de los referentes del vanguardismo latinoamericano en Chile.

## Historia editorial

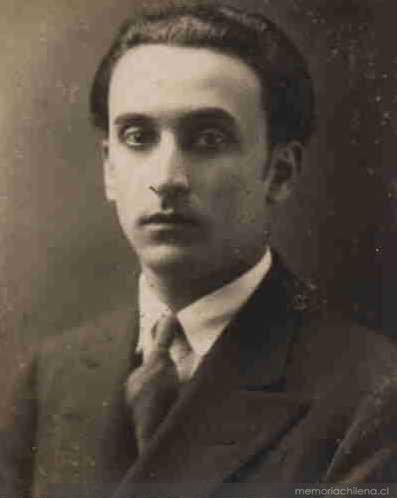
Omar Cáceres, autor de Defensa del ídolo.

Según el investigador Manuel Peña Muñoz, Cáceres escribió los poemas de este libro en el Café Iris, un café literario ubicado en el Edificio Undurraga, en la esquina de la Alameda con Estado, en Santiago de Chile. Los poemas «Insomnio junto al alba», junto con la primera y quinta partes de «Ángel de silencio», se incluyeron preliminarmente en la antología La poesía chilena moderna (1931), editada por Rubén Azócar.
Para la primera edición de este libro, Cáceres habría contado inicialmente con dos propuestas de prólogos, escritos por los poetas Ángel Cruchaga Santa María y Pablo de Rokha. Al no ser totalmente del agrado del autor, este habría solicitado una tercera versión, esta vez definitiva, a Vicente Huidobro, quien había regresado el año anterior desde Francia. Esto generó una fuerte discusión entre de Rokha y Huidobro, la que quedó consignada en el periódico La Opinión.
El libro se publicó gracias al apoyo económico de su hermano Raúl Cáceres Aravena, profesor de castellano de modestos ingresos en el Liceo de Viña del Mar. Una vez publicado, el autor notó que esta primera edición estaba llena de erratas, lo que lo enfureció. Cáceres reunió todos los ejemplares que pudo, y los quemó en una hoguera en su patio. De esta primera edición solo se salvó un escaso número de ejemplares. Algunos posiblemente quedaron en manos de algunas de sus amistades, como el poeta Eduardo Anguita. Su hermano Raúl conservó al menos uno, mientras que solo dos se conservan actualmente en la Biblioteca Nacional de Chile. De acuerdo con las investigaciones, no existen más copias en otras bibliotecas públicas del país. Estos últimos fueron los que permitieron la reedición póstuma de la obra, por parte del poeta y ensayista chileno Pedro Lastra, quien transcribió textualmente la obra en 1959, cuando todavía no existían fotocopiadoras.
La primera reedición se llevó a cabo en 1996, en la colección «Entre mares» de la editorial chilena LOM Ediciones. Esta reedición de setenta páginas fue preparada por Lastra, quien incluyó un apéndice gráfico y epílogos adicionales. Ese mismo año se publicó además en la serie «Vita nuova» de Ediciones el Tucán de Virginia, de Ciudad de México, solo parte del nuevo material incorporado por Lastra. Al año siguiente, en 1997, el libro se publicó en la serie «Fondo Editorial» de la editorial Pequeña Venecia de Caracas, Venezuela, incluyendo esta vez todo el material incluido en la primera reedición.

## Contenido
Este poemario está conformado por los siguientes 15 poemas:
1. «Mansión de espuma»
2. «Insomnio junto al alba»
3. «Palabras a un espejo»
4. «Decoración de la lluvia»
5. «Nocturno»
6. «Anclas opuestas»
7. «Ángel de silencio»
8. «Oráculo inconstante»
9. «Segunda forma»
10. «Contra la noche»
11. «Azul deshabitado»
12. «Estampa nativa»
13. «Canción al prófugo»
14. «Iluminación del yo»
15. «Extremos visitantes»

Tanto en la edición original de Norma como en la preparada por Pedro Lastra para LOM Ediciones, los poemas vienen precedidos por un prólogo de Vicente Huidobro. Luego de los poemas, la reedición de Lastra incluye material adicional diverso:
- El único texto en prosa conocido que se conserva del autor, titulado «Yo, viejas y nuevas palabras», escrito como declaración poética y testimonial para anteceder su selección de poemas publicados en Antología de poesía chilena nueva (1935).[17][18]
- Una sección de «Notas», donde se refiere brevemente a la conservación de las particularidades sintácticas empleadas por Cáceres, y a las pequeñas correcciones realizadas a partir de la comparación entre la edición original y los poemas recogidos en Antología de poesía chilena nueva.[19]
- Un «Apéndice gráfico», que incluye una fotografía de la portada de la primera edición de Norma; un dibujo del busto de Cáceres realizado por Antonio R. Romera, incluido primero en el artículo de Andrés Sabella, «Luis Omar Cáceres, el poeta cuya muerte avergüenza a la justicia» (Las Últimas Noticias, 6 de septiembre de 1943, y luego en el n.° 5 de la revista Hacia); un extracto del artículo de Antonio Acevedo Hernández, titulado «Omar Cáceres se ha lanzado en el vuelo supremo» (Las Últimas Noticias, 15 de septiembre de 1943), que incluye una fotografía borrosa de su rostro; la portada del quinto número (septiembre de 1955) de la revista Hacia, dedicada al poeta.[20]
- Dos epílogos: «Regresos de Omar Cáceres», de Pedro Lastra,[nota 2] y «Un poeta fantasmal», de Volodia Teitelboim, ambos referidos a aspectos de la vida personal del autor.[22]

## Recepción e impacto
La primera publicación de este libro generó polémica entre el mundo literario chileno de la época, debido al pleito descrito anteriormente entre Pablo de Rokha y Vicente Huidobro por la elaboración de su prólogo. Sin embargo, esta primera edición no pudo ser leída por muchos, debido a la ya mencionada quema masiva de los ejemplares efectuada por su autor.
Pese a ser el único libro de Cáceres, su reedición en 1996 le bastó para ser considerado actualmente un referente dentro de los poetas vanguardistas chilenos. Este poemario ha motivado diversos estudios de críticos y académicos, y el respeto y admiración de diversos escritores, como el chileno Andrés Sabella o el venezolano Miguel Gomes.

## Estilo
La lírica de esta obra se enmarca dentro del vanguardismo latinoamericano, con elementos freudianos, panteístas y jungeanos. También se le atribuyen elementos esotéricos y metafísicos, que para Eduardo Anguita relacionan a Cáceres con su contemporáneo, el escritor Miguel Serrano.
Se considera una obra profunda, cuestionadora, lúcida y refinada, en constante actitud de exploración y de desintegración del «yo poético».

## Análisis de la obra
En esta obra, escrita durante la juventud tardía del autor, el escritor Luis Merino Reyes (1912-2011) reconoce un gran amor por la vida, que es expresado en emociones intensas y variadas.

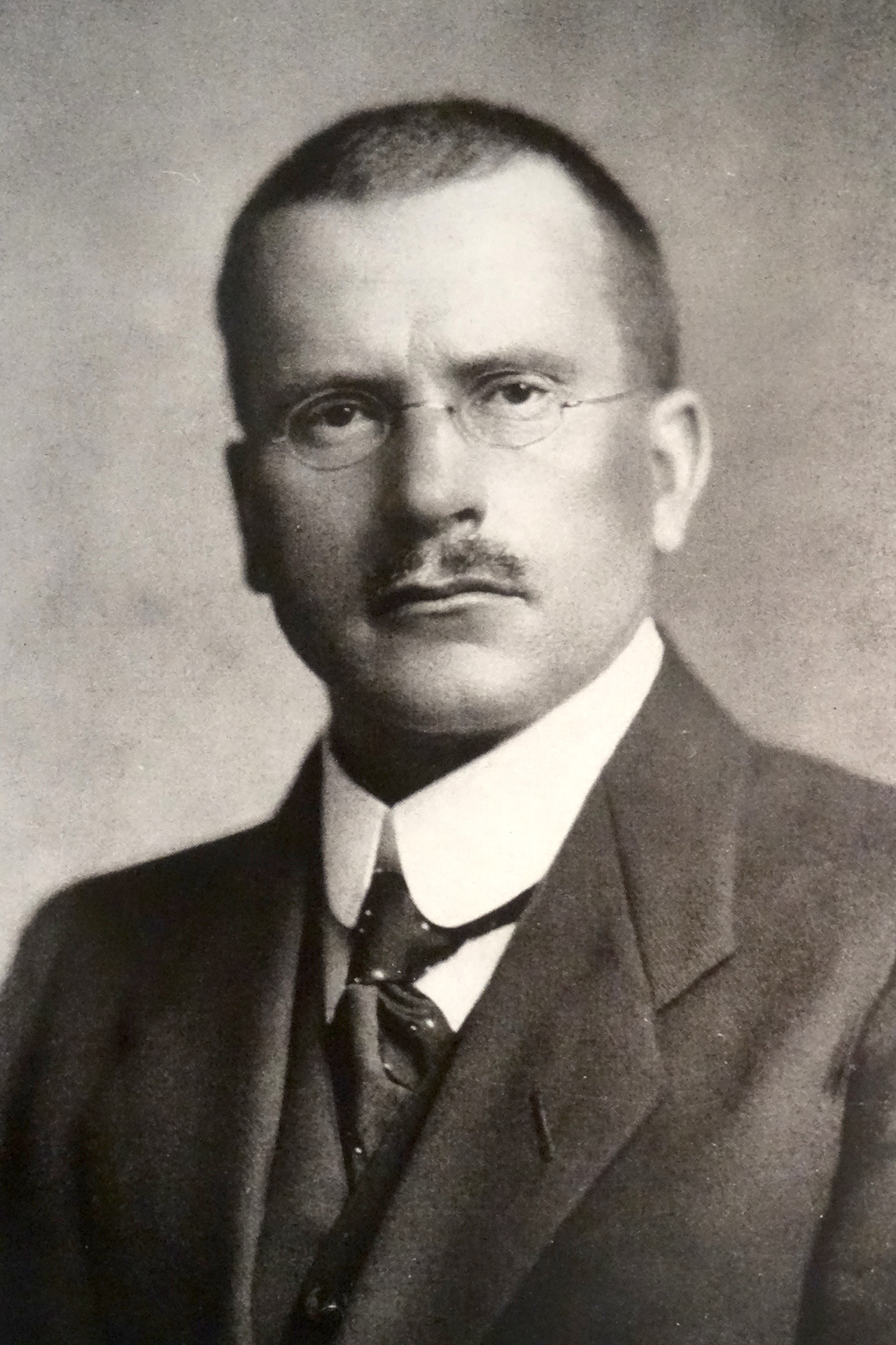
Carl Gustav Jung, fundador de la psicología analítica. Para el académico Miguel Gomes, Defensa del ídolo puede interpretarse como un viaje iniciático del «yo poético» en su búsqueda del «sí-mismo», arquetipo central del inconsciente colectivo.

Para el escritor y académico Miguel Gomes (n. 1964), la obra utiliza un vocabulario «militarista», ejemplificado en la palabra «defensa» que encabeza el título de la obra. Gomes sostiene que la enunciación de los poemas mantiene una continuidad seminarrativa y una dirección precisas a lo largo de todos los poemas. Los desvíos, solo aparentes, podrían considerarse un componente catalítico o generador de suspenso. Según este enfoque, el discurso de toda la obra se articularía gracias al mitologema de «la búsqueda del centro» o el «mito del descenso», que el «yo poético» experimenta como una evolución o viaje iniciático que consta de varias etapas: el despojo de lo externo, descenso a la psique, alteración de la lucidez, reconocimiento de lo auténtico, pánico e incertidumbre, pérdida de la razón, reconstrucción y encuentro con lo verdadero. Este viaje correspondería al desarrollo del fenómeno de sincronicidad jungeano, en que el «yo poético» se va desintegrando y transmutando (pero en este caso, va también trascendiendo), a lo largo de los distintos poemas, en una nueva imagen, la del «ídolo», que actúa implícitamente como fuente del decir lírico, y que en el sentido jungeano, vendría a ser el «sí-mismo» al que el «yo» (el Ego) está subordinado. Para Gomes, la descripción que hace Huidobro de esta obra en su prólogo, calza perfectamente con los principios de la psicología junguiana.
Más concretamente, el primer poema, «Mansión de espuma», para Gomes refiere desde su título a la fragilidad de un espacio, que da inicio en el libro a una ruptura sistemática de nuestras concepciones espacio-temporales de la realidad. Así, por ejemplo, cada tropo de la segunda estrofa rompe con la estabilidad, quietud o unicidad acostumbradas en las imágenes del paisaje, el tiempo, el cielo, el camino. La desarticulación sintáctica producida por la puntuación de cada verso, producen un staccato que refuerza este quiebre de la realidad, en pos del descubrimiento de lo desconocido, hecho que se articula más específicamente hacia la penúltima estrofa, donde se percibe la transición del «yo» hacia la voz poética misma, es decir, el «sí-mismo», bautizado en la última estrofa como el «ídolo ignoto». Esta enunciación es enfatizada en los poemas siguientes. La introspección radical del «yo poético» en este primer poema se repite en «Insomnio junto al alba», cuyo título superpone estados psicofísicos, tiempo y espacialidad, y cuyo contenido, en medio de deícticos y desplazamientos de significado, toma la forma de una plegaria dirigida a ese «sí-mismo», para romper con la vigilia del «yo». En el soneto «Palabras a un espejo», el «yo» comienza a explorar en su interior, en sobria tensión, en busca de su auténtico «abismo». Lo que en «Mansión de espuma» era una intención por «desplegar sus palabras» en el papel, aquí es una intención de desplegarlas en el espejo, lo que comienza a insinuar una trama metalingüística que se hará más evidente en los poemas sucesivos. El viaje hacia el «abismo interior» se vuelve explícito hacia el sexto poema, «Anclas opuestas», donde el hablante se sitúa en el viaje mismo por la ruta psíquica, en un movimiento centrífugo que altera el tiempo y el espacio. En «Ángel de silencio», el «yo» en transición experimenta sensaciones ya imperceptibles por los sentidos, y en su introspección reconoce la autenticidad anhelada del «sí-mismo». En los cinco poemas siguientes, el relato del descenso adopta un tono de viaje iniciático, y el viajante comienza a experimentar angustia, miedo, horror, ante la pérdida absoluta de la razón. Así, «Oráculo inconstante» es para Gomes un poema asfixiante, con momentos de desconfianza e incertidumbre por el viaje emprendido. Empero, en «Segunda forma» (conectado con «Palabras a un espejo») y «Contra la noche», se observa un intento de consuelo, de oposición a la angustia y esperanza por una llegada feliz. En «Azul deshabitado» recae la angustia de «Oráculo inconstante», pero en «Estampa nativa», la desesperanza y la esperanza se conectan, en un proceso de reconstrucción del sujeto a partir de la nada. Los tres últimos poemas constituyen la celebración de la llegada. «Canción al prófugo» actúa como «síntesis apoteósica» de toda la historia enunciada hasta ahora. Este poema finaliza en mayúsculas, con las palabras atropelladas, con una animosidad atrevida, y con la fusión de la primera y segunda persona, enfatizándose con estos elementos la desintegración de las apariencias y del tiempo. El poema siguiente, «Iluminación del yo», retrata los recintos donde habita el «ídolo», en los cuales la física usual está alterada o es inexistente. Finalmente, en «Extremos visitantes» se reitera la motivación inicial del viaje y se manifiesta el triunfo de la empresa vanguardista, junto a la ausencia del tiempo y de la realidad externa.
Eduardo Anguita concuerda con Gomes en cuanto al interés de Cáceres por los misterios del «yo», y destaca sus intentos por describir figuras espectrales y oníricas, empleando entre otros recursos la división forzada de palabras mediante guiones.
Según el crítico Marcelo Pellegrini, la referencia en el poema «Anclas opuestas» a un automóvil en la carretera es un claro gesto vanguardista, que evidencia un interés por estas máquinas muy poco compartido por sus contemporáneos, con la significativa excepción del mismo Vicente Huidobro, quien también dedicó poemas a vehículos motorizados. Sin embargo, advierte Pellegrini, lo que en Huidobro es un «entusiasmo infantil», en Cáceres es una ironía que lo acerca a otro contemporáneo suyo, el portugués Fernando Pessoa, a quien sin embargo no conoció y aparentemente nunca supo de su obra. Pellegrini relaciona este poema «Anclas opuestas» con «Al volante...» de Pessoa, el cual fue firmado bajo su heterónimo Álvaro de Campos.